# Ганн, Шон
Шон Ганн (англ. Sean Gunn; род. 22 мая 1974, Сент-Луис, Миссури) — американский актёр кино и телевидения, изредка выступает как продюсер и сценарист. Наиболее известен зрителю исполнением роли Кирка Глисона в сериале «Девочки Гилмор» (137 эпизодов за 7 лет) и Краглина в фильмах «Стражи Галактики», «Стражи Галактики 2» и «Стражи Галактики 3».

## Биография
Шон Ганн родился 22 мая 1974 года в Сент-Луисе (штат Миссури). Отец — Джеймс Ф. Ганн, корпоративный адвокат в юридической фирме Thompson Coburn; мать — Лиота Ганн. Шон является младшим братом известного кинорежиссёра, сценариста, актёра, музыканта и мультипликатора Джеймса Ганна. Кроме того, у Шона есть ещё трое братьев: Мэтт (род. 1972, сценарист и актёр), Брайан (род. 1970, актёр, продюсер и сценарист) и Патрик (старший вице-президент киностудии Artisan Entertainment); и сестра Бет — все старше его.
Шон в 1992 году окончил Университетскую старшую школу Сент-Луиса (все его братья окончили её же в 1990, 1988 и 1984 годах), а затем, в 1996 году, — Университет Де Поля («театральная программа Школы Гудмена»).
В том же 1996 году Шон впервые появился на широком экране, в независимом трансгрессивном малобюджетном фильме «Тромео и Джульетта», с 1999 года снимается в телесериалах. В 2000—2003 годах выступил продюсером к трём фильмам (два из них короткометражные), в 2008—2009 годах попробовал себя как сценарист — он написал восемь эпизодов веб-сериала «Порно для всей семьи». В 2012 году впервые выступил как актёр озвучивания — он дал свой голос Лебедю в англоязычной адаптации японской компьютерной игры Lollipop Chainsaw.

## Избранная фильмография

### Актёр на широком экране
- 1996 — Тромео и Джульетта / Tromeo and Juliet — Сэмми Капулет
- 2000 — Необыкновенные[англ.] / The Specials — инопланетянин-сирота
- 2001 — Перл-Харбор / Pearl Harbor — моряк
- 2003 — Человек, который изобрёл Луну[англ.] / The Man Who Invented the Moon — Сэмми Хьюз (к/м)
- 2010 — Супер / Super — Тоби
- 2012 — Гигантский механический человек[англ.] / The Giant Mechanical Man — Джордж
- 2014 — Стражи Галактики / Guardians of the Galaxy — Краглин[9] и Ракета (захват движения)
- 2014 — Рой / The Hive — доктор Бейкер
- 2016 — Обыкновенный мир[англ.] / Ordinary World — Тед
- 2016 — Эксперимент «Офис» / The Belko Experiment — Марти Эспеншейд
- 2017 — Стражи Галактики. Часть 2 / Guardians of the Galaxy Vol. 2 — Краглин[9] и Ракета (захват движения)
- 2018 — Мстители: Война бесконечности / Avengers: Infinity War — Ракета (захват движения)
- 2019 — Мстители: Финал / Avengers: Endgame — Краглин[9] и Ракета (захват движения)
- 2022 — Тор: Любовь и Гром / Thor: Love and Thunder — Краглин и Ракета (захват движения)
- 2023 — Стражи Галактики. Часть 3 / Guardians of the Galaxy Vol. 3 — Краглин и Ракета (захват движения)

### Актёр телевидения
- 1999 — Теперь в любой день / Any Day Now — клерк (в 1 эпизоде)
- 1999, 2000 — Ангел / Angel — Марс / Лукас (в 2 эпизодах)
- 2000—2007 — Девочки Гилмор / Gilmore Girls — Кирк Глисон[англ.] / Человек-Лебедь / Мик (в 137 эпизодах)
- 2001 — Третья планета от Солнца / 3rd Rock from the Sun — сопровождающий (в 1 эпизоде)
- 2002 — Да, дорогая![англ.] / Yes, Dear — Дэвид Скотт (в 1 эпизоде)
- 2002—2003 — Энди Рихтер, властелин Вселенной[англ.] / Andy Richter Controls the Universe — Фил (в 3 эпизодах)
- 2007—2008 — Дорога в осень[англ.] / October Road — Забияка (в 6 эпизодах)
- 2012 — Хор / Glee — Финеас Хейз (в 1 эпизоде)
- 2012—2013 — Балерины / Bunheads — Себастиан (в 2 эпизодах)
- 2014 — Кости / Bones — доктор Говард Фитч (в 1 эпизоде)
- 2016 — Супермаркет / Superstore — покупатель (в 1 эпизоде)
- 2016 — Девочки Гилмор: Времена года[англ.] / Gilmore Girls: A Year in the Life — Кирк Глисон[англ.] (в 3 эпизодах)
- 2021 — Что если...? / What If…? — Краглин (озвучка)
- 2022 — Хороший доктор / The Good Doctor — Кенни (в 1 эпизоде) 6 сезон 22 серия
- 2022 — Стражи Галактики: Праздничный спецвыпуск / The Guardians of the Galaxy Holiday Special — Краглин и Ракета (захват движения)

### Актёр веб-сериалов
- 2008—2009 — Порно для всей семьи / James Gunn’s PG Porn — разные роли (в 4 эпизодах)
- 2012—2013 — H+: Цифровой сериал / H+: The Digital Series — Джейсон О’Брайен (в 9 эпизодах)

### Прочие работы
- 2000 — Необыкновенные[англ.] / The Specials — х/ф; сопродюсер
- 2001 — Любовь, секс и убийство / Love, Sex & Murder — к/м фильм; ассоциативный продюсер
- 2003 — Человек, который изобрёл Луну[англ.] / The Man Who Invented the Moon — к/м фильм; исполнительный продюсер
- 2008—2009 — Порно для всей семьи / James Gunn’s PG Porn — веб-сериал; сценарист, 8 эпизодов
- 2012 — Леденцовая бензопила / Lollipop Chainsaw — комп. игра; озвучивание персонажа Лебедь в англоязычной адаптации